# Беспалов, Михаил Никитич
Михаи́л Ники́тич Беспа́лов (18 ноября 1928, Брычево, Зубцовский район, Тверская область, РСФСР, СССР — 13 сентября 1976, Химки, Московская область, СССР) — советский библиограф и преподаватель, библиотечный деятель и книговед. Кандидат педагогических наук, доцент.

## Биография
Родился 18 ноября 1928 года в Брычеве в семье Никиты Андреевича и Елены Никаноровны, которые были земледельцами, а в послевоенные годы его отец стал рабочим льнозавода в Рубцове. С детства был самым способным мальчиком в семье, отлично учился и много читал, но к сожалению окончить школу во время не удалось, ибо началась ВОВ и первое время Брычёво была на линии фронта, когда линия фронта отодвинулась, он продолжил учёбу. 
В 1945 году поступил в Зубцовский библиотечный техникум, который он окончил в 1948 году. 
Одного диплома ему показалось мало, поэтому в том же году поступил в МГБИ, который он окончил в 1952 году, в том же году поступил в аспирантуру там же и в 1958 году окончил её. В 1962 году стал кандидатом педагогических наук. 
Одновременно с обучением на аспирантуре в МГИКе с 1952 по 1955 год занимал должность заместителя директора Орловской областной библиотеки. 
С 1958 года устроился на работу в МГИК в качестве преподавателя и декана заочного отделения библиотечного факультета, а также заведующего кафедры библиографии. 
Скончался 13 сентября 1976 года в Химках.

### Личная жизнь
Михаил Беспалов женился на своей однокурснице Эмилии Виноградовой, которая после свадьбы взяла фамилию супруга и работала вместе с ним. Родила несколько детей, среди которых старший сын Владимир пошёл по их стопам. 

## Научные работы
Основные научные работы посвящены проблемам экономической библиографии в РСФСР. Автор ряда научных работ, в т.ч ежегодника «Экономическая наука и хозяйственная практика» и учебника «Экономическая библиография», предназначенного для ВУЗОВ.

## Увековечение памяти
20 апреля 2010 года ЦБ МЦБС Зубцовского района Тверской области присвоено его имя.